# فولفغانغ هينريتش يوهانس فوكس
فولفغانغ هينريتش جوهانس فوكس (بالألمانية: Wolfgang Fuchs) هو رياضياتي ألماني، ولد في 19 مايو 1915 في ميونخ في ألمانيا، وتوفي في 24 فبراير 1997 في إثاكا في الولايات المتحدة.